# ワクチン有効性

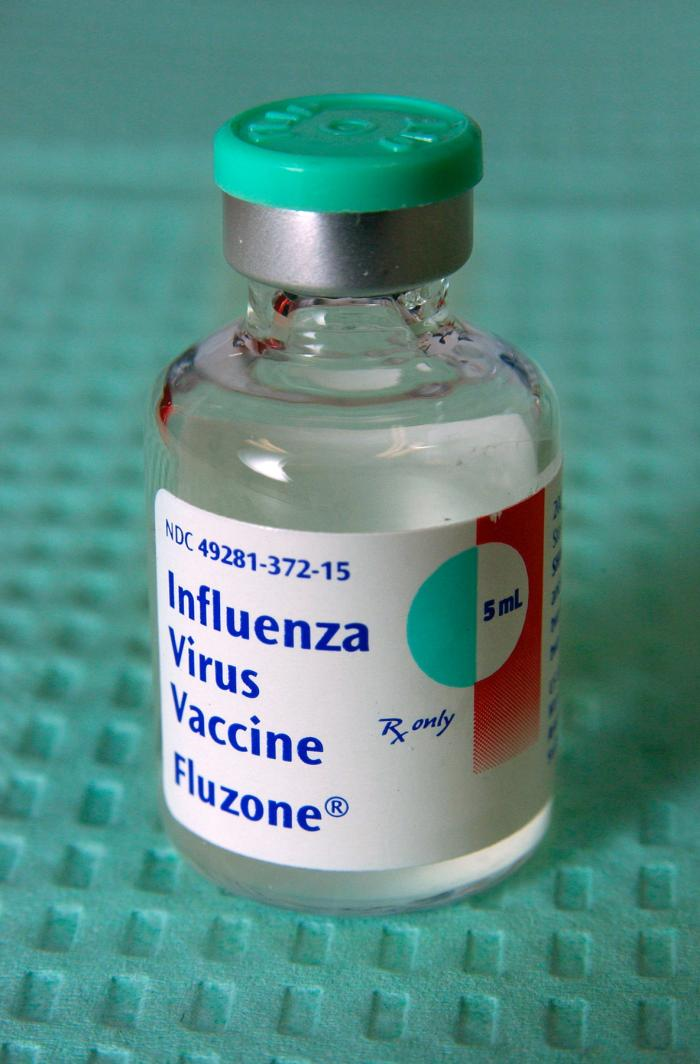
インフルエンザワクチン

ワクチン有効性（ワクチンゆうこうせい、英: vaccine efficacy）は、ワクチンを接種した人たちが、ワクチンを接種していない人たちと比較して、（最も好ましい条件下で）病気が減少した割合のことである。ワクチンの有効性は、1915年にGreenwoodとYuleによってコレラワクチンと腸チフスワクチンについて考案され、計算された。ワクチンの有効性は、二重盲検、無作為化、臨床対照試験を使用して「最良のシナリオ」の下で研究するのが最良の測定方法である。ワクチン実効性（英: vaccine effectiveness）とワクチン有効性（英: vaccine efficacy）の違いは、ワクチン実効性はワクチンが常に使用されて、より多くの集団に投与された場合にどれだけ効果があるかを示すのに対し、ワクチン有効性は特定の、しばしばコントロールされた条件下でどれだけ効果があるかを示すという点にある。ワクチン有効性の研究は、病気の罹患率、入院、受診、費用など、いくつかの可能性のある治療効果を測定するために使用される。

## ワクチンの有効性の公式
結果データ（ワクチン有効性）は、一般的に、ワクチン未接種者（ARU）とワクチン接種者（ARV）の間で罹患率（AR）の減少割合として計算するか、またはワクチン接種群の疾患の相対的危険度（RR）から計算することができる。
基本的な計算式は次のように記述される。{\displaystyle VE={\frac {ARU-ARV}{ARU}}\times 100\%,}ここに、
- {\textstyle VE} = ワクチン有効性 (Vaccine efficacy)、
- {\displaystyle ARU} = ワクチン未接種者の罹患率 (Attack rate of unvaccinated people)、
- {\displaystyle ARV} = ワクチン接種者の罹患率 (Attack rate of vaccinated people)。

ワクチン有効性の代替的な等価の計算式を次に示す。{\displaystyle VE=(1-RR)\times 100\%,}ここで {\displaystyle RR} は、ワクチン接種者がワクチン未接種者と比べて発症する相対危険度（relative risk）である。

### 計算例
たとえば、100名の被験者にワクチンを接種し、別の100名の被験者にプラセボ（偽薬）を接種し、ワクチン接種者のうち10名が発症 (ARV=10%)、プラセボ接種者のうち20名が発症(ARU=20%)した場合、ワクチン有効性 VE = (20-10)/20x100 = 50%となる。

## 有効性の試験
説明的な臨床試験と、治療意図に基づく包括試験が異なるのと同じように、ワクチン有効性（vaccine efficacy）とワクチン実効性（vaccine effectiveness）は異なる。すなわち、ワクチン有効性は、理想的な状況で100％のワクチン接種を行った場合に、そのワクチンが与えることができる効果を示すのに対し、ワクチン実効性は、地域社会の日常的な状況で使用された場合に、そのワクチンがどれだけうまく機能するかを測定する。ワクチン有効性が適用可能なのは、疾病罹患率だけでなくワクチン接種状況の追跡を示すことである。ワクチン実効性は環境の違いを考慮するとワクチン有効性よりも追跡しやすい。しかしワクチン有効性の方が費用がかかり、実施が難しいという問題がある。臨床試験は、ワクチンを接種している人と接種していない人を対象とした試験であるため、どちらも病気になるリスクがあり、感染した人には最適な治療が必要となる。
ワクチン有効性の利点は、無作為化で発見されるであろうすべてのバイアスを制御できるほか、疾患の罹患率を前向きに積極的に監視し、研究対象集団（通常、サブセットもある）のワクチン接種状況を注意深い追跡、関心のある感染性の結果とワクチン免疫原性のサンプリングの実験室確認がある。ワクチン有効性試験の主な欠点は、実施の複雑さと費用で、特に臨床的に有用な統計的検出力を得るために必要なサンプル数を増やす必要がある比較的まれな疾患の感染性治療効果の場合には、その実施にかかる費用である。
標準化された有効性の記述をパラメータ的に拡張して、複数のカテゴリーの有効性を表形式で 含めることが提案されている。従来の有効性／実効性データは一般的に、症候性感染症を予防する効果を示しているが、この拡張されたアプローチには、症状クラス、ウイルス障害の軽度／重度、入院、ICU入院、死亡、さまざまなウイルス排出レベルなどに分類された結果の予防効果を含めることができる。これらの「結果カテゴリー」のそれぞれの予防効果を捉えることは通常どのような研究でも行われていることであり、過去の研究で通常行われているように研究の議論の中で一貫性のない形で提示されるのではなく、明確な定義を持った表で提供することができる。2021年代のCOVID-19研究のいくつかは、同様の方法と提示を実施しているようである。改良された方法と提示が望まれる。

## 考慮すべきリスク
ワクチン有効性は母集団ベースで計算される。そのため比較的誤解されやすい。

## 症例研究
NEJM誌は、A型インフルエンザウイルスの有効性についての研究を行った。2007年秋に合計1952人の被験者が登録され、試験ワクチンを受けた。インフルエンザの活動は2008年1月から4月にかけて発生し、インフルエンザの種類が循環していた。
- A型（H3N2）（約90%）
- B型（約9％）

両タイプのインフルエンザに対する絶対的な有効性は、培養によるウイルスの分離、リアルタイムポリメラーゼ連鎖反応法によるウイルスの同定、またはその両方によって測定され、不活化ワクチンでは68％（95％信頼区間[CI]、46～81）、弱毒生ワクチンでは36％（95％CI、0～59）であった。相対的な有効性については、不活化ワクチンを投与された被験者では、弱毒生ワクチンを投与された被験者と比較して、実験室で確認されたインフルエンザの発症が50％（95％CI、20～69）減少した。被験者は健康な成人であった。A型インフルエンザウイルスに対する有効率は72％，不活化ワクチンに対する有効率は29％で、相対的な有効率は60％であった。インフルエンザワクチンは、病気を予防する効果は100％ではないが、安全性は100％に限りなく近く、病気よりもはるかに安全である。
2004年以降、インフルエンザワクチンの有効性を検証する臨床試験が継続的されている。2005年10月と11月に2058人が接種を受けた。インフルエンザの活動性は長引いていまが、強度は低く、一般的に集団で循環していたウイルスはA型（H3N2）で、ワクチンそのものとよく似ていた。不活化ワクチンの有効性は、ウイルス同定評価項目（細胞培養によるウイルス単離またはポリメラーゼ連鎖反応による同定）で16％（95％信頼区間[CI]、-171％～70％）、一次評価項目（ウイルス単離または血清抗体価の上昇）で54％（95％CI、4％～77％）であった。これらの評価項目に対する弱毒生ワクチンの絶対有効性は、8％（95％CI、-194％～67％）および43％（95％CI、-15％～71％）であった。
血清学的評価項目を含めると，インフルエンザの発症率が低い年に不活化ワクチンで有効性が示された。インフルエンザワクチンは、特に循環型を正確に予測した内容と循環率が高い場合には、インフルエンザの発症を抑えるのに有効である。しかし、インフルエンザ様疾患の発症を抑える効果は低く、失われた労働日数への影響は中程度である。合併症への影響を評価するためのエビデンスは不十分である。